# イカ

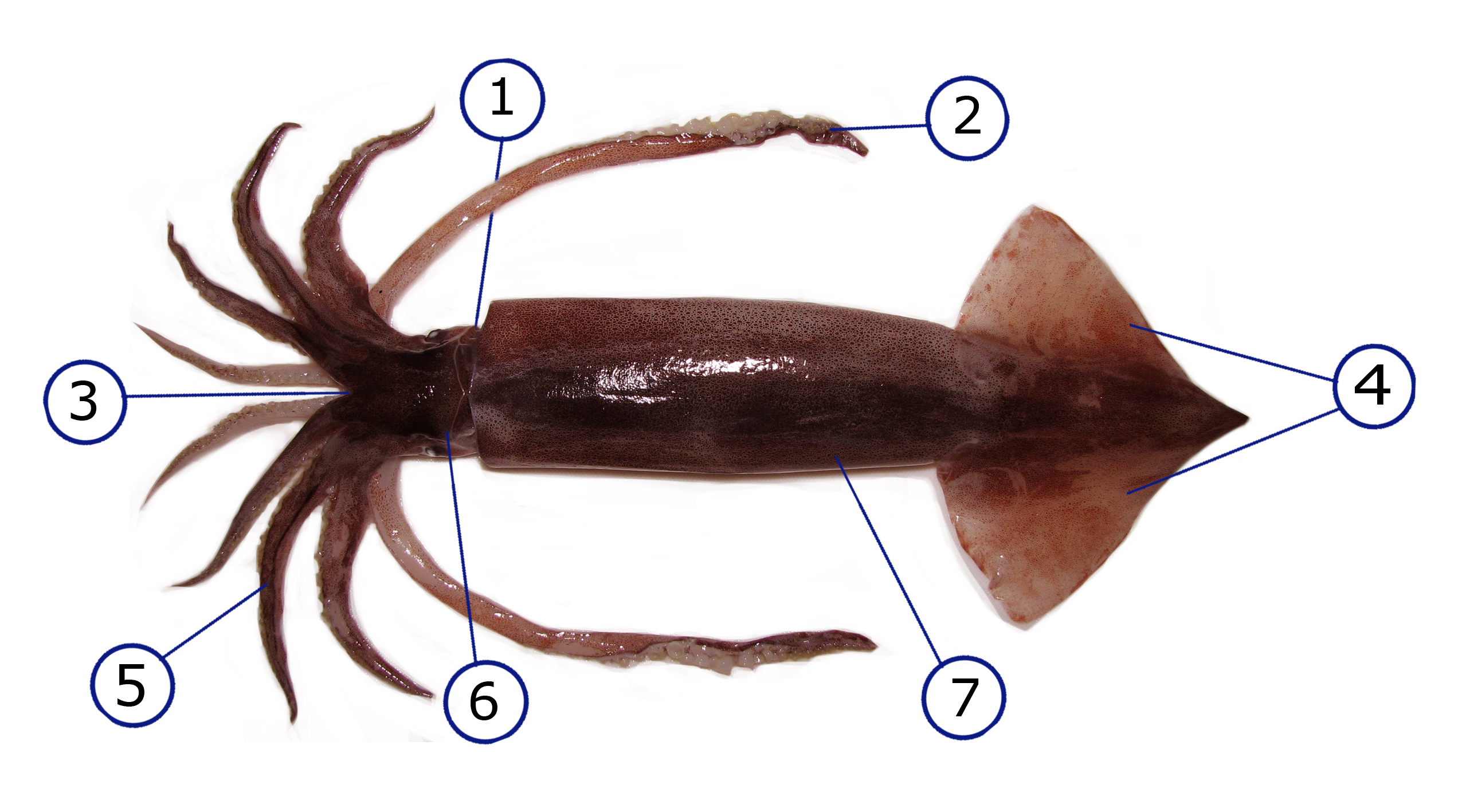
スルメイカ の体の各部。
1-漏斗（ただし腹側にあって見えない）
2-触腕
3-口
4-鰭（えんぺら）
5-腕
6-頭
7-外套膜

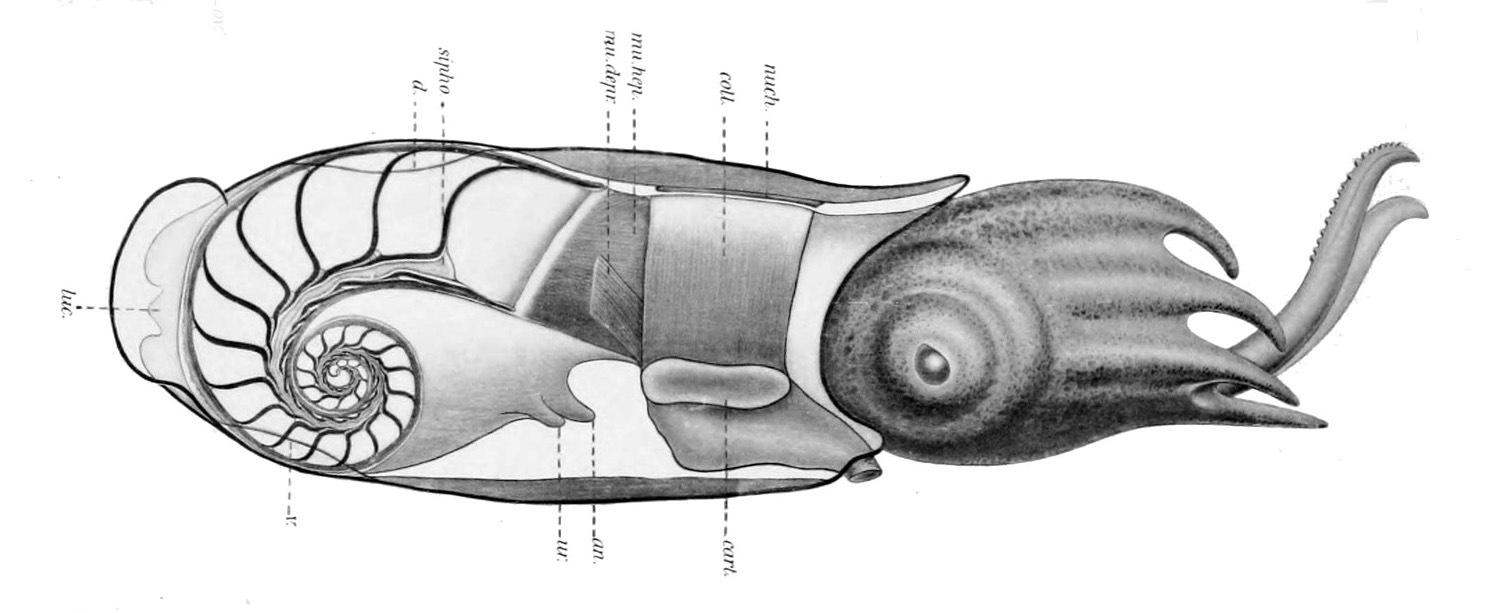
トグロコウイカの外套膜内の解説。オウムガイのような隔壁を持つ。

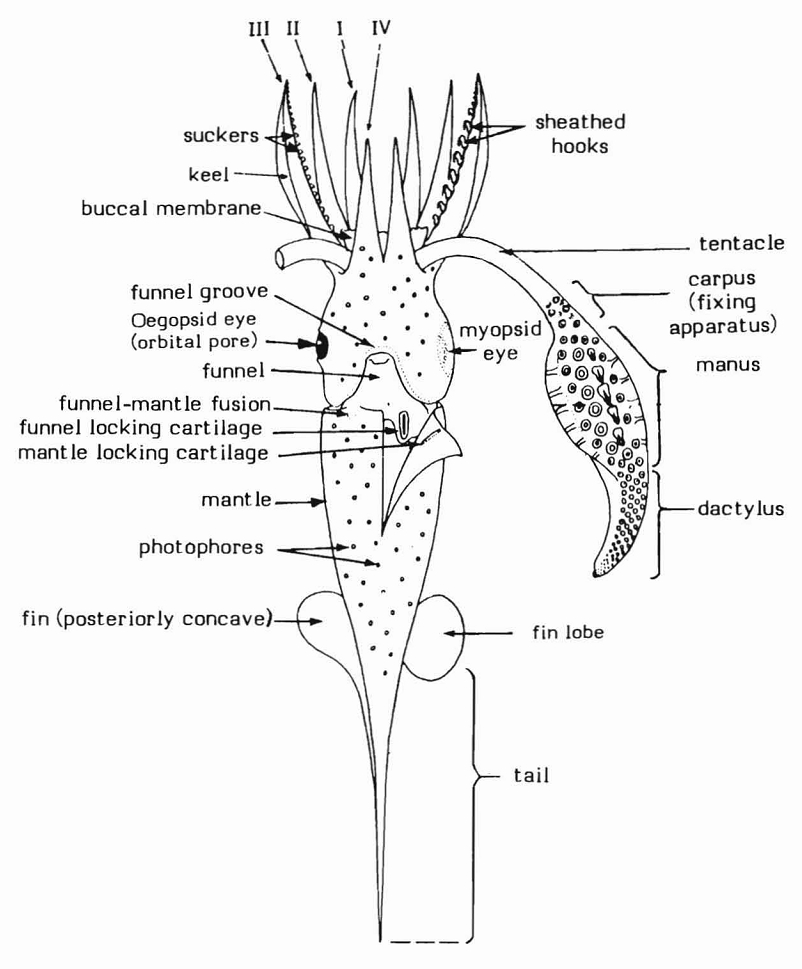
イカの部位解説。

イカ（烏賊・鰞・柔魚・魷・墨魚・鰂・纜魚、英語: squid〈ツツイカ〉またはcuttlefish〈コウイカ〉）は、海生軟体動物の一群である。分類学上は軟体動物門頭足綱十腕形上目（または十腕形目） Decapodiformes とされる。十腕目 Decembrachiata とも。英語では体内に甲を持つものを英: cuttlefish、ないものを英: squidと呼んでいる。

## 形態
神経系や筋肉がよく発達していて、たいていの種類は夜に行動する。漏斗からの噴水と外套膜の収縮・ひれを使って前後に自在に泳ぐ。
10本の腕は筋肉質でしなやかに伸縮し、腕の内側にはキチン質の吸盤が並んでいる。吸盤にはスパイクのような歯の付いた角質の環がみられ、筋肉の収縮を利用するタコの吸盤とは構造が異なる。実際の腕は8本で、残りの腕2本は吸盤が先端に集中する「触腕（しょくわん）」とよばれる構造である。この触腕を伸縮させて魚類や甲殻類を捕食するが、釣りの時に触腕をちぎって逃げることや、テカギイカの仲間では成長に伴い触腕を欠くことから、必ずしも必要というわけではないようである。
コウイカ目・ダンゴイカ目・トグロコウイカ目では触腕は第3腕と第4腕との間にある「ポケット」に収めることができ、普段は8本脚に見える。ツツイカ目（閉眼目・開眼目）では長さを縮めることはできるが完全に収めることはできない。
タコの仲間との違いは腕の数（イカは8本の腕に加え、1対の触腕をもつ）のほか、ミミ（ヒレ）を持つことであるが、これらには例外もある（腕が8本のタコイカやミミのあるメンダコなど）。
体内には貝殻を持つが、種によって組成や形状が大きく異なる。閉眼目・開眼目では有機質の薄膜で、軟甲（gladius、イカの骨）と呼ばれる。コウイカ科では石灰質の舟形で、甲 (cuttlebone, sepion)と呼ばれる。トグロコウイカでは、オウムガイのように巻貝状で内部に規則正しく隔壁が存在し、細かくガスの詰まった部屋に分けられている。
皮膚には色素細胞がたくさん並んでおり、精神状態や周囲の環境によって体色を自在に変化させる。調理に際して、両目の間にある神経系の基部を刺してしめると、ただちに体色が白濁する。
イカは本来の心臓の他に、2つの鰓（えら）心臓を持っている。鰓心臓は鰓に血液を急送する働きを担っている。
イカの血は銅タンパク質であるヘモシアニンを含むために青色である（ほとんどの脊椎動物血液中に含まれる鉄タンパク質のヘモグロビンは赤色）。
特にダイオウイカなど一部の深海イカは、浮力を得るために、塩化アンモニウムを体内に保有している。特定のイカにある“えぐみ”はこのためである（特にダイオウイカなどは辛臭くて食えたものではないという報告もある）。
体の大きさに対しての眼球の割合が大きいことから、行動の多くは視覚による情報に頼っていると思われる。イカやタコの眼球は外見上脊椎動物の眼球とよく似ているが、まったく異なる発生過程を経て生まれた器官であり、内部構造に明確な違いがある（眼の進化）。研究によると同じタンパク質とツールキット遺伝子によって並行に獲得された器官である。脊椎動物と違い視神経が網膜の背面側を通っており、視認の邪魔にならない。そのため視力に優れ、盲点が存在しない。
嗅覚や味覚に関する研究はほとんどない。
敵に襲われた時など、漏斗から水を勢いよく噴出し、ジェット噴射の要領で空中に飛び出し、腕とヒレを広げた状態で滑空する種もいる。
学術的には、「頭足綱」の名のとおり頭部に足を持つと解釈されているため、イカを縦長に表示する際には足がある方を上に配置する。

## 生態
全世界の浅海から深海まで、あらゆる海に分布する。淡水域に生息する種類は確認されていない。体長は2 cm程度から20 mに達するものまで、種類によって差がある。
イカは小魚や甲殻類を主食とする。イカは自身の体の大きさに比べてかなり大きい獲物を襲う。アオリイカの幼体は自身より大きなムギイワシを襲うことが知られている。コウイカはエビやカニ、小魚を好んで食べる。スルメイカがハダカイワシを捕食する際は丸ごと捕食しているのが見られるのに対し、イワシを捕食する際は、触腕で捕らえ、腕で抱え込み、上顎及び下顎で頭部を落とし、胴体のみを食べるように持ち変える様子が確認されており、底生の魚類エゾイソアイナメはこの棄てられた頭部を多く食べている。しかしスルメイカは小魚よりウミノミやツノナシオキアミなどの甲殻類を好んで食べる。
一方で、イカ類は海の蛋白源として重要な位置を占めている。天敵はサメやマグロ、ミズウオなどの大型魚類・ウミスズメやフルマカモメ、アホウドリやペンギンなどの海鳥・アザラシやオットセイなどの海獣・イルカやゴンドウクジラ、マッコウクジラなどのハクジラ類を含む海生哺乳類である。久保田正によるミズウオの胃内容物の調査では、150尾のミズウオから10科27種のイカが確認された。また、マッコウクジラは14科50種のイカを食べているとされ、あるマッコウクジラの胃内容物の調査では、軟体部が残っている830個体中、600個体9科15種が同定されたが、このうちクラゲイカが最多で、次いでアカイカ、ニュウドウイカの順に個体数が多かった。マッコウクジラの食料として、テカギイカ科（北太平洋）やクラゲイカ科（大西洋）が圧倒的に多くみられるが、これは各海域の大型イカ類の多寡を反映していると考えられている。サウスジョージア島のゾウアザラシ60頭の胃の内容物の96.2%はイカで、1年あたり230万 tのイカを摂食している。オットセイでは、スルメイカやホタルイカ、タコイカ等を捕食することが知られている。また、サメもイカ類を捕食しており、捕食するものとしてはダルマザメ、アオザメ、ヨゴレ、ユメザメ、ナヌカザメ、ニホンヤモリザメ、ホオジロザメ、アブラツノザメ、クロヘリメジロザメ、ミズワニ、ヨシキリザメ、ネズミザメ、ヒョウモントラザメなどの多くの種類が知られている。共食いも行い、深海性のイカの一種は食料の42%が共食いである。陸生のクマやオオカミでさえ、偶然浜に打ちあがったイカを食べることが観察されている。
敵から逃げるときは頭と胴の間から海水を吸い込み漏斗から一気に吹きだすことで高速移動する。さらに体内の墨袋（墨汁嚢）に墨を蓄えており敵が現れると墨を吐き出して敵の目をくらませる。タコと比較すると、タコの墨はイカの墨より脂質が少なくさらさらしており、これを煙幕のようにして外敵の視界をさえぎることを目的とする。イカの場合は墨の粘度が高くタコの墨のように拡散せず塊のようになる。イカの墨が紡錘形にまとまるのは自分の体と似た形のものを出し、敵がそちらに気を取られているうちに逃げるためと考えられている。

## 分類
|                  | コウモリダコ |
|                  | |
| 十腕形類（イカ） | \| \| コウイカ目 Sepiida \| \| \| \| \| \| ダンゴイカ目 Sepiolida (コウイカ目) \| \| \| \| \| \| トグロコウイカ目 Spirulida (コウイカ目) \| \| \| \| \| \| 閉眼目 Myopsida (ツツイカ目) \| \| \| \| \| \| 開眼目 Oegopsida (ツツイカ目) \| \| \| \| |
|                  | \| \| コウイカ目 Sepiida \| \| \| \| \| \| ダンゴイカ目 Sepiolida (コウイカ目) \| \| \| \| \| \| トグロコウイカ目 Spirulida (コウイカ目) \| \| \| \| \| \| 閉眼目 Myopsida (ツツイカ目) \| \| \| \| \| \| 開眼目 Oegopsida (ツツイカ目) \| \| \| \| |
|                  | コウイカ目 Sepiida |
|                  | |
|                  | ダンゴイカ目 Sepiolida (コウイカ目) |
|                  | |
|                  | トグロコウイカ目 Spirulida (コウイカ目) |
|                  | |
|                  | 閉眼目 Myopsida (ツツイカ目) |
|                  | |
|                  | 開眼目 Oegopsida (ツツイカ目) |
|                  | |

|  | コウイカ目 Sepiida                      |
|  |                                         |
|  | ダンゴイカ目 Sepiolida (コウイカ目)     |
|  |                                         |
|  | トグロコウイカ目 Spirulida (コウイカ目) |
|  |                                         |
|  | 閉眼目 Myopsida (ツツイカ目)            |
|  |                                         |
|  | 開眼目 Oegopsida (ツツイカ目)           |
|  |                                         |

|                  | コウモリダコ |
|                  | |
| 十腕形類（イカ） | \| \| コウイカ目 Sepiida \| \| \| \| \| \| ダンゴイカ目 Sepiolida (コウイカ目) \| \| \| \| \| \| トグロコウイカ目 Spirulida (コウイカ目) \| \| \| \| \| \| 閉眼目 Myopsida (ツツイカ目) \| \| \| \| \| \| 開眼目 Oegopsida (ツツイカ目) \| \| \| \| |
|                  | \| \| コウイカ目 Sepiida \| \| \| \| \| \| ダンゴイカ目 Sepiolida (コウイカ目) \| \| \| \| \| \| トグロコウイカ目 Spirulida (コウイカ目) \| \| \| \| \| \| 閉眼目 Myopsida (ツツイカ目) \| \| \| \| \| \| 開眼目 Oegopsida (ツツイカ目) \| \| \| \| |
|                  | コウイカ目 Sepiida |
|                  | |
|                  | ダンゴイカ目 Sepiolida (コウイカ目) |
|                  | |
|                  | トグロコウイカ目 Spirulida (コウイカ目) |
|                  | |
|                  | 閉眼目 Myopsida (ツツイカ目) |
|                  | |
|                  | 開眼目 Oegopsida (ツツイカ目) |
|                  | |

|  | コウイカ目 Sepiida                      |
|  |                                         |
|  | ダンゴイカ目 Sepiolida (コウイカ目)     |
|  |                                         |
|  | トグロコウイカ目 Spirulida (コウイカ目) |
|  |                                         |
|  | 閉眼目 Myopsida (ツツイカ目)            |
|  |                                         |
|  | 開眼目 Oegopsida (ツツイカ目)           |
|  |                                         |

十腕形類（イカ）は八腕類（タコ）と近縁だが、姉妹群の関係にはなく、イカの姉妹群はコウモリダコだとする説が有力である。
十腕形類は伝統的には、触腕を収納できるコウイカ目 Sepiida (Sepioidea, Sepioida) と、収納できないツツイカ目 Teuthida (Teuthoidea, Teuthoida) の2目に分けられ、ツツイカ目は験膜がある閉眼亜目 Myopsida (Myopsina) と験膜がない開眼亜目 Oegopsida (Oegopsina) に分けられてきた。しかし近年は目を細分する傾向にあり、細かく分けた場合は、ツツイカ目は閉眼目・開眼目に、コウイカ目はコウイカ目・ダンゴイカ目・トグロコウイカ目に分割され、5目となる。ツツイカ目は分割せず4目とする分類、コウイカ目からダンゴイカ目のみを分離し3目とする分類もある。これらの目のうち開眼目に、科・属・種の大半が含まれる。
近年の分子系統によると、伝統的な2目はいずれも単系統ではない。細かく分けた5目間の系統関係は解析法により異なる結果が出ており、ダンゴイカ目・コウイカ目・閉眼目・トグロコウイカ目がこの順に分岐したか、あるいは、開眼目が最初に分岐し残りが単系統をなす。ただし、狭義のコウイカ目も単系統ではない可能性がある。

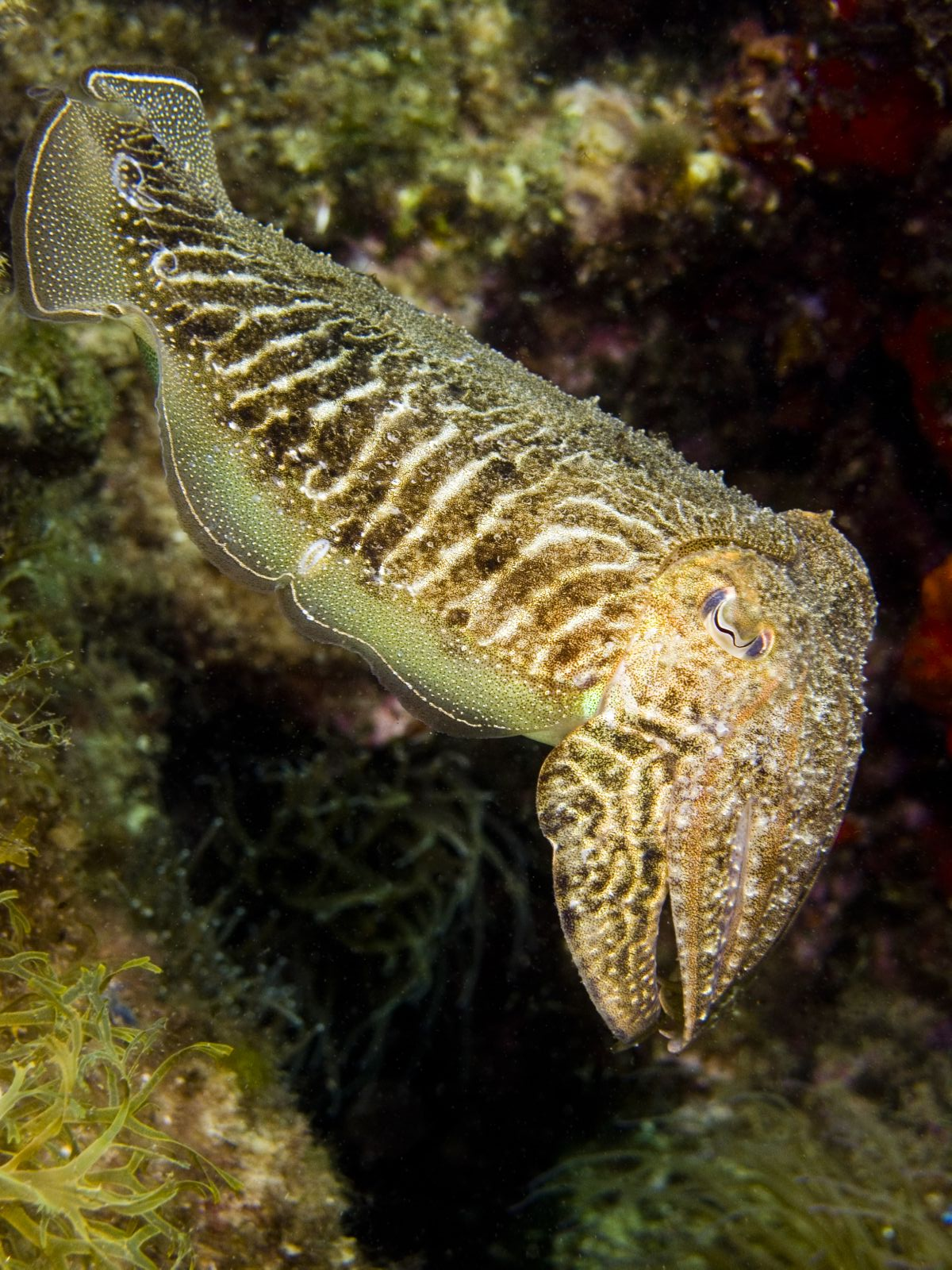
コウイカ目（ヨーロッパコウイカ）
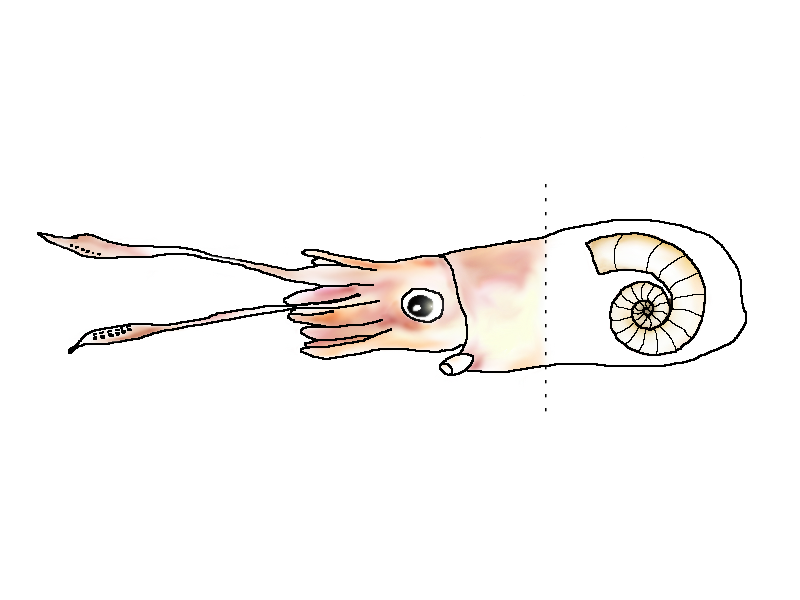
トグロコウイカ目（トグロコウイカ）
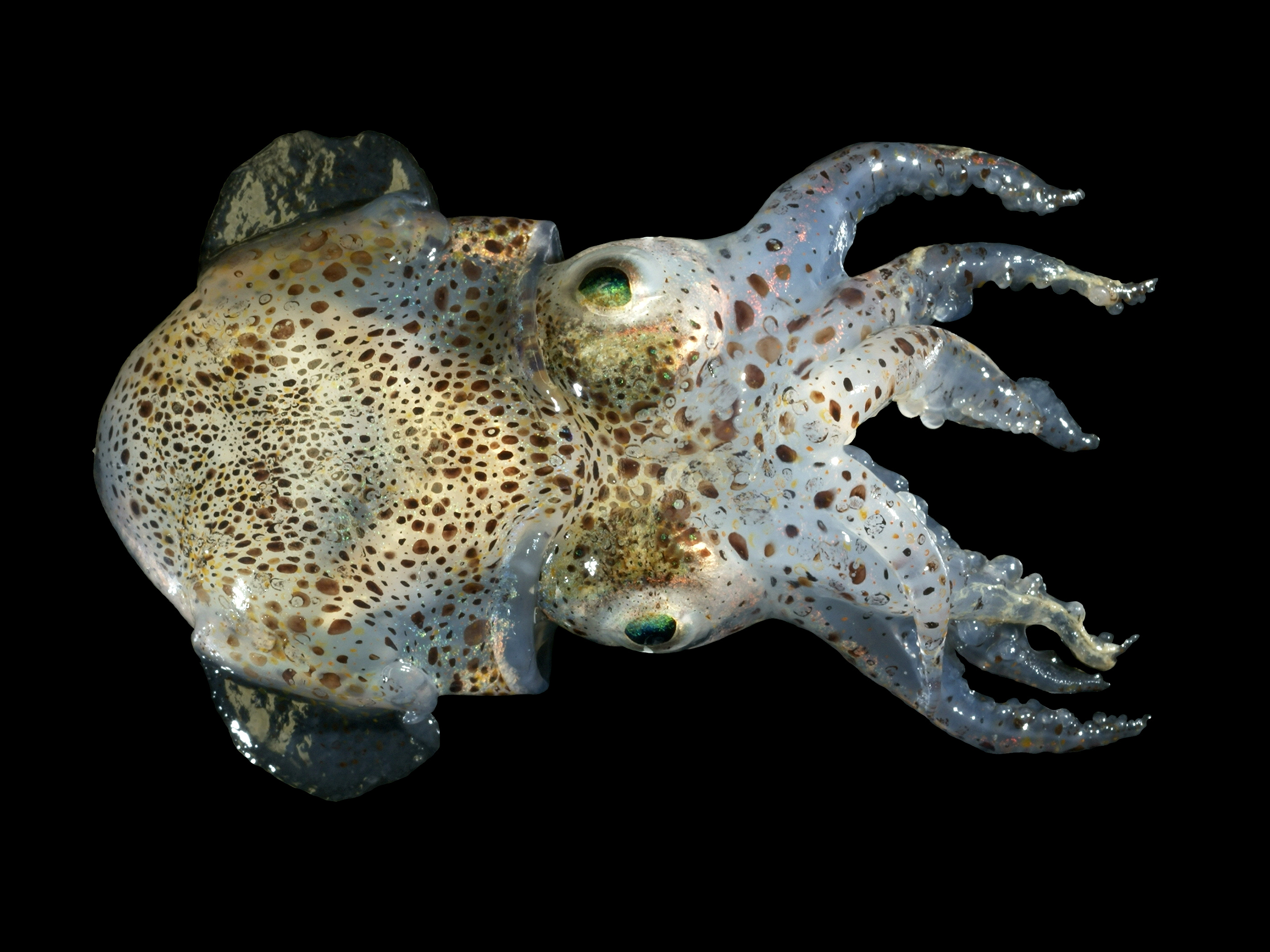
ダンゴイカ目（ダンゴイカ）
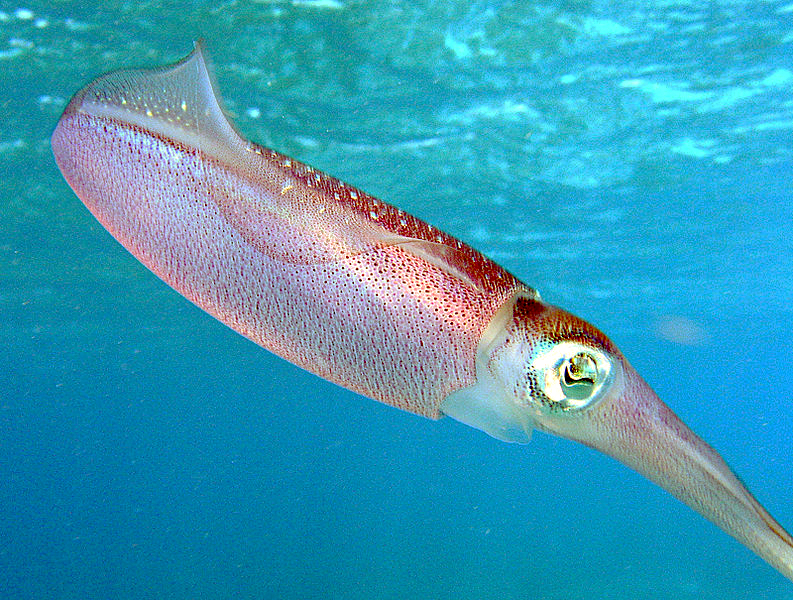
閉眼目（アメリカアオリイカ）
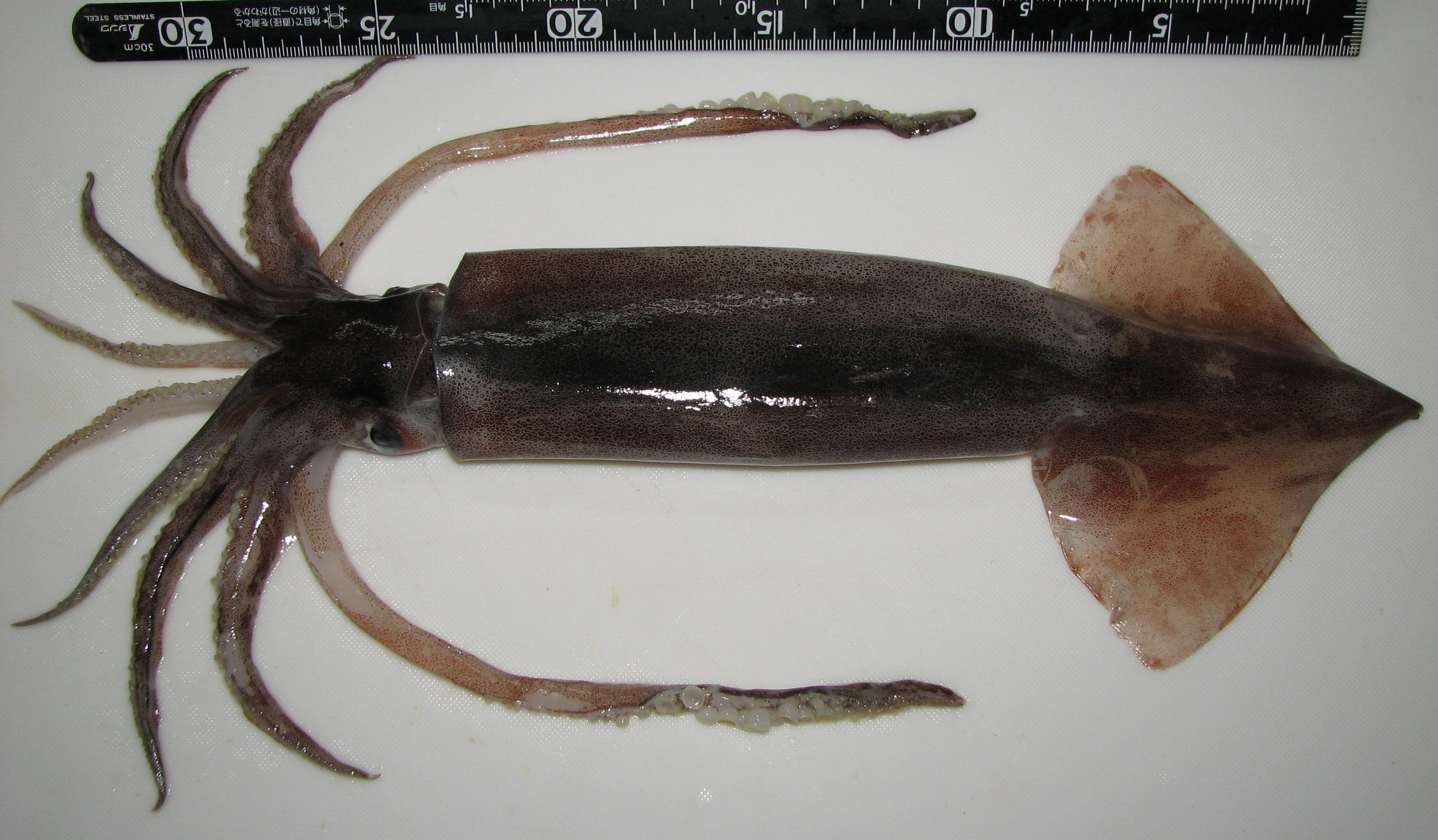
開眼目（スルメイカ）
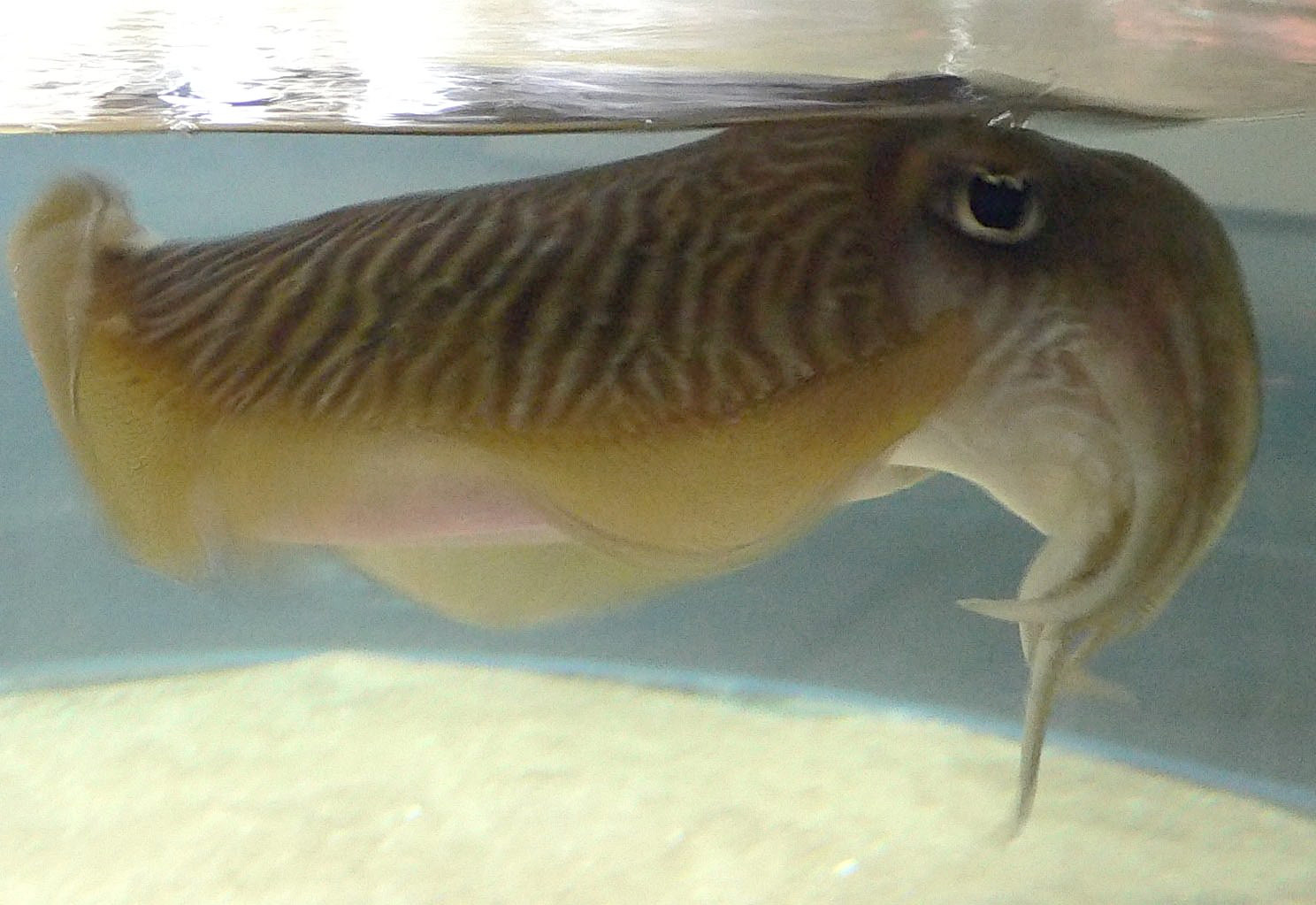
コウイカの仲間

### コウイカ目
英語: Cuttlefish
- コウイカ科 Sepiidae
  - ハナイカ属 Metasepia - ハナイカ・ミナミハナイカ
  - コウイカ属 Sepia - コウイカ・カミナリイカ（モンゴウイカ）・ヨーロッパコウイカ・シシイカ
  - シリヤケイカ属 Sepiella - シリヤケイカ
- ミミイカダマシ科 Sepiadariidae
  - ミミイカダマシ属 Sepiadarium - ミミイカダマシ
  - Sepioloidea - タテジマミミイカ
- 科 Belosaepiidae

### ダンゴイカ目
広義にはコウイカ目に含める。
英語: Bobtail squid
- ヒメイカ科 Idiosepiidae
  - ヒメイカ属 Idiosepius - ヒメイカ
- ダンゴイカ科 Sepiolidae
  - ヒカリダンゴイカ亜科 Heteroteuthinae
    - Heteroteuthis - ヒカリダンゴイカ
    - Iridioterthis
    - Nectoteuthis
    - Sepiolina
    - Stoloteuthis

  - ボウズイカ亜科 Rossiinae
    - Austrorossia
    - Neorossia
    - ボウズイカ属 Rossia - ボウズイカ
    - Semirossia

  - ダンゴイカ亜科 Sepiolinae
    - Euprymna - ミミイカ
    - Inioteuthis
    - Rondeletiola
    - Sepietta
    - ダンゴイカ属 Sepiola - ダンゴイカ・ヒメダンゴイカ

### トグロコウイカ目
広義にはコウイカ目に含める。
- トグロコウイカ科 Spirulidae

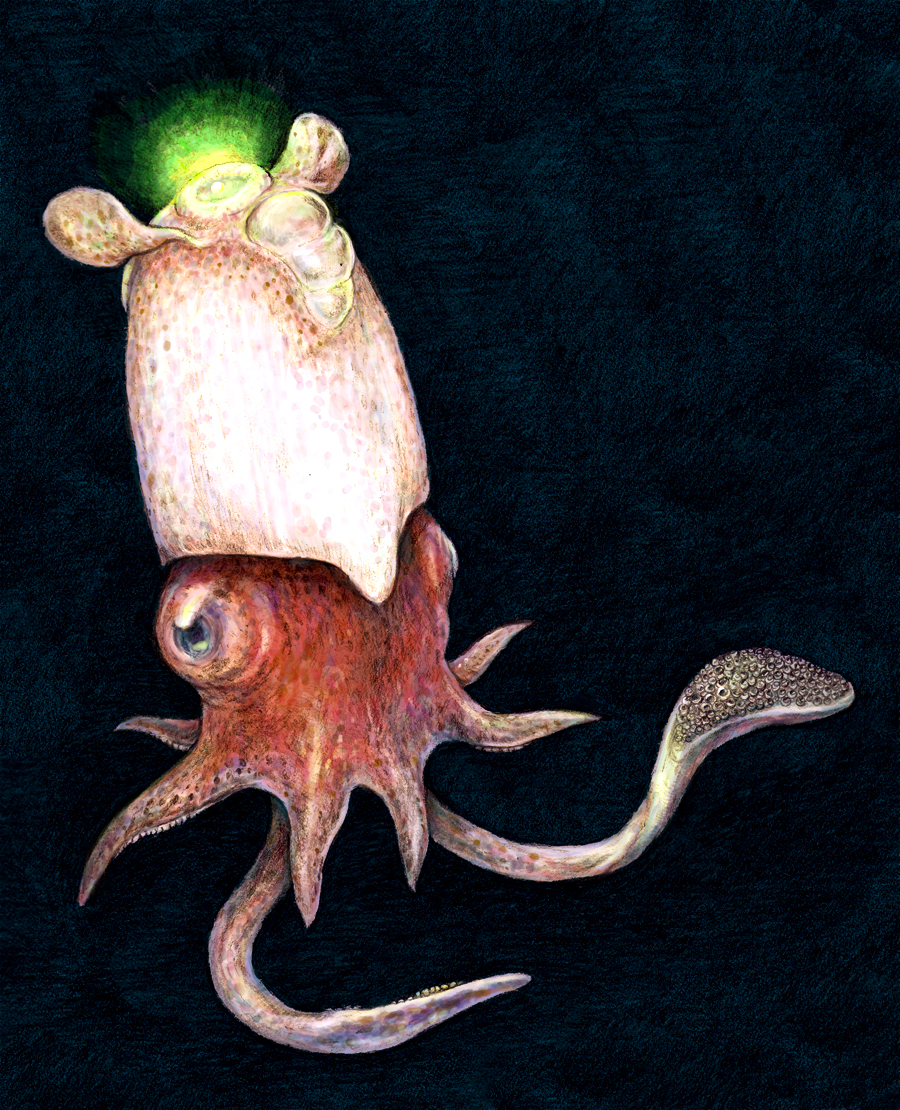
発光するトグロコウイカの図。

  - トグロコウイカ属 Spirula - トグロコウイカ（Ram's Horn Squid）

### 閉眼目
ヤリイカ目とも。ツツイカ目内の亜目（あるいは下目）とすることも。
英語: close-eyed squid
- ヤリイカ科（ジンドウイカ科）Loliginidae
  - ヤリイカ属 Loligo - ヤリイカ
  - ジンドウイカ属 Loliolus - ジンドウイカ（ヒイカ）
  - フクロジンドウイカ属 Lolliguncula
  - ピックフォードイカ属 Pickfordiateuthis
  - アオリイカ属 Sepioteuthis - アオリイカ
  - Uroteuthis

### 開眼目

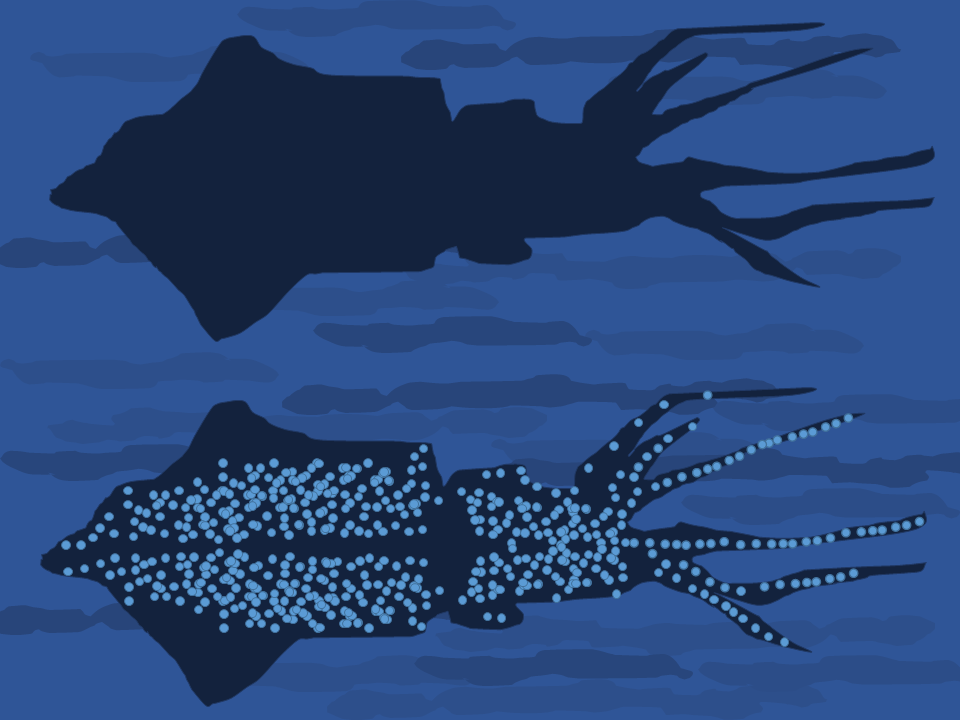
ホタルイカの発光によるカモフラージュ効果。

スルメイカ目とも。ツツイカ目内の亜目（あるいは下目）とすることも。
英語: open-eyed squid
- ダイオウホタルイカモドキ科 Ancistrocheiridae - ダイオウホタルイカモドキ
- ダイオウイカ科 Architeuthidae - ダイオウイカ
- ナツメイカ科 Bathyteuthidae - ナツメイカ
- コウモリイカ科 Batoteuthidae - コウモリイカ
- クビナガイカ科 Brachioteuthidae - クビナガイカ
- ユウレイイカ科 Chiroteuthidae
  - シチクイカ属 Asperoteuthis
  - Chiropsis
  - ユウレイイカ属 Chiroteuthis
  - Valbyteuthis
- ヒレギレイカ科 Chtenopterygidae
  - ヒレギレイカ属 Chtenopteryx
- サメハダホウズキイカ科 Cranchiidae
  - サメハダホウズキイカ亜科 Cranchiinae
    - サメハダホウズキイカ属 Cranchia
    - トウガタホウズキイカ属 Leachia
    - ホウズキイカ属 Liocranchia

  - クジャクイカ亜科 Taoniinae
    - メナガイカ属 Bathothauma
    - Egea
    - スカシイカ属 Galiteuthis
    - ゴマフホウズキイカ属 Helicocranchia
    - Liguriella
    - ホホホウズキイカ属 Megalocranchia
    - ダイオウホウズキイカ属 Mesonychoteuthis - ダイオウホウズキイカ
    - ナミダホウズキイカ属 Sandalops
    - クジャクイカ属 Taonius
    - サヤボソイカ属 Teuthowenia
- ウチワイカ科 Cycloteuthidae
  - トガリウチワイカ属 Cycloteuthis
  - ウチワイカ属 Discoteuthis
- ホタルイカモドキ科 Enoploteuthidae
  - ナンヨウホタルイカ属 Abralia
  - ニセホタルイカ属 Abraliopsis
  - ホタルイカモドキ属 Enoploteuthis
  - ホタルイカ属 Watasenia - ホタルイカ
- テカギイカ科 Gonatidae
  - ドスイカ属 Berryteuthis
  - ニセテカギイカ属 Eogonatus
  - タコイカ属 Gonatopsis
  - テカギイカ属 Gonatus
- クラゲイカ科 Histioteuthidae - クラゲイカ
- オナガイカ科 Joubiniteuthidae - オナガイカ
- ウロコイカ科 Lepidoteuthidae - ウロコイカ
- リコトゥチス科 Lycoteuthidae
- ミズヒキイカ科 Magnapinnidae
- ムチイカ科 Mastigoteuthidae
  - ムチイカ属 Mastigoteuthis
  - Idioteuthis
- ネオトゥチス科 Neoteuthidae
  - Alluroteuthis
  - Neoteuthis
  - Nototeuthis
- ヤツデイカ科 Octopoteuthidae
  - ヤツデイカ属 Octopteuthis
  - ヒロビレイカ属 Taningia
- アカイカ科 Ommastrephidae
  - マツイカ亜科 Illicinae
    - マツイカ属 Illex

  - アカイカ亜科 Ommastrtrephinae
    - アメリカオオアカイカ属 Dosidicus
    - スジイカ属 Eucleoteuthis
    - シラホシイカ属 Hyaloteuthis
    - アカイカ属 Ommastrtrephes
    - ヤセトビイカ属 Ornithoteuthis
    - トビイカ属 Sthenoteuthis

  - スルメイカ亜科 Todarodinae
    - ニセスルメイカ属 Martialia
    - ニュージーランドスルメイカ属 Nototodarus マツイカ、New Zealand Arrow Squid
    - スルメイカ属 Todarodes - スルメイカ
    - ニセマツイカ属 Todaropsis

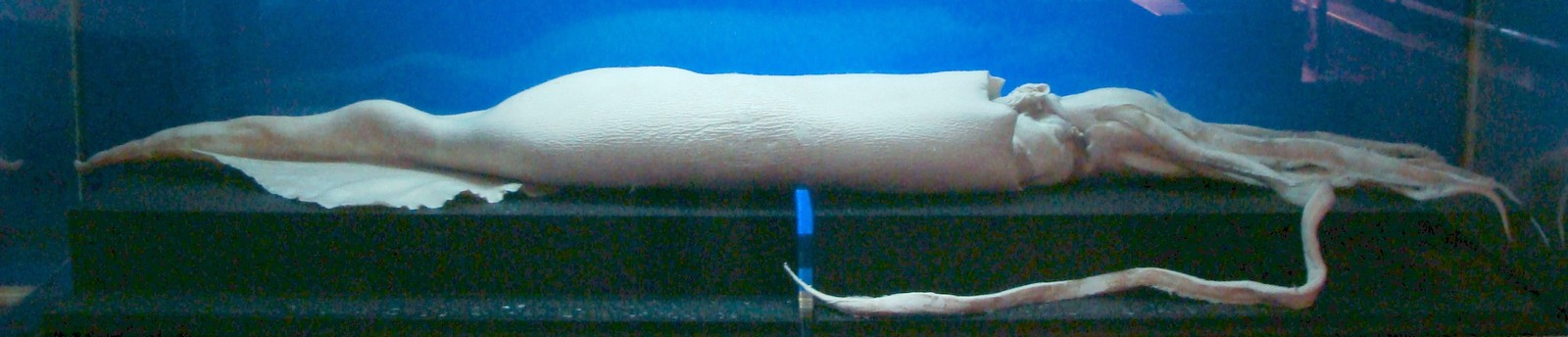
津軽海峡の水深320mから釣り上げられた3m13cm/24kgのニュウドウイカの一種（標本）

- ツメイカ科 Onychoteuthidae
  - ホソツメイカ属 Ancistroteuthis
  - ウデナガニュウドウイカ属 Kondakovia津軽海峡の水深320mから釣り上げられた3m13cm/24kgのニュウドウイカの一種（標本）
  - ニュウドウイカ属 Moroteuthis
  - Notonykia
  - ホンツメイカ属 Onychoteuthis
  - Onykia
- ヤワライカ科 Pholidoteuthidae
  - ヤワライカ属 Pholidoteuthis
  - Tetronychoteuthis
- ダルマイカ科 Promachoteuthidae - ダルマイカ
- ナンキョクイカ科 Psychroteuthidae - ナンキョクイカ
- マダマイカ科 Pyroteuthidae
  - マダマイカ属 Pterygioteuthis - マダマイカ
  - Pyroteuthis
- ソデイカ科 Thysanoteuthidae - ソデイカ
- ワルビストゥチス科 Walvisteuthidae

## 利用

### 科学
- 神経細胞 - 他の生物に比べて極端に太く扱いやすい「巨大軸索」と呼ばれる神経があり、これを利用して神経細胞や神経線維の仕組みや薬理作用の解明が進んだ。なおこの実験で用いられたのはヤリイカであった。ヤリイカはコンラート・ローレンツに「人工飼育が不可能な唯一の動物」とさえ呼ばれるほど飼育が難しい生物であったが、松本元がその飼育に成功した。ローレンツは実際に水槽で生きたヤリイカを見るまで、そのことが信じられなかったという[8]。
- 平衡石 - 平衡石という平衡感覚をつかさどる組織を持つ。平衡石には特定の周期で樹木の年輪と同じ様な環状の模様が形成される。これを使い、イカの年齢や生育環境を知ることができる。
- 放射性物質 - 肝臓には、108mAg 或いは 60Co が蓄積されやすく、海洋の放射性物質による汚染の状況を知ることが出来る。中央水産研究所では、蓄積量を継続的に調査している。また、108mAg の蓄積には、分子量70kDaの蛋白質が関与している[9]。

### 工業
- 液晶 - 1980年代に函館にあった日本化学飼料がイカの肝を原料としたダーク油からコレステリック液晶を製造販売していた。

また、この液晶をアクセサリーとして販売していた会社も存在する。
液晶ディスプレイにイカが使われているという話には2つの系統があり、一つは、コレステリック液晶を使ったカラーテレビという、まったく実現されなかった話で、もう一つは、TN型液晶ディスプレイにイカ由来の原料が使われているという話である。
後者に関しては、TN型液晶ディスプレイでコレステロール誘導体が使用されていたのは事実であるが、イカ由来のコレステロール誘導体の使用は確認されていない。
また、イカ墨が天然の液晶物質であるという話も流布しているが、これも事実ではない。
- コウイカの骨（甲骨）は漢方薬として利用される。
- セピア - 墨がインクや絵の具に使われる。

### 食材
食用になる種類が多く、日本では軟骨やクチバシを除くほぼ全身が食される（クチバシも周囲の肉は「とんび」と呼ばれて珍味とされる）。料理・加工法も刺身、焼き、揚げ、カレーやパスタの具を含めた煮物・炒め物、塩辛、干物など多彩である。酒の肴としても好まれる。イカ焼きは、お祭り・海の家の屋台の定番となっている他、イカそうめん・イカめしなどが収穫量の多い地域の特産品となっている。長野県では、古くから保存食として用いられていた塩いか（茹でたイカの腹に、ゲソと共に粗塩を詰めたもの）が、現在でも食べられていて学校給食でも供される。干したイカは出汁取り用として東アジア・東南アジア全域で好まれる。しかし、中にはダイオウイカのように食用には適さない種も存在する。
日本は世界第一位のイカ消費国であり、その消費量は世界の年間漁獲量のほぼ2分の1（2004年現在 約68万トン）とも言われている。また、イカの一種であるスルメイカは、日本で最も多く消費される魚介類である。他にギリシアなど正教徒が多い東地中海地方では、斎のためイカ料理がよく食される。スペインやイタリアなど地中海の国でも常食される。逆にユダヤ教では鱗がない海生動物はカシュルートでないためイカを食べることは禁じられ、欧米諸国でもタコと同様不吉な生き物とされ、イカを食べない地域は多い。
栄養的には、ビタミンE・タウリンほかアミノ酸が多く独特のうまみを感じさせる。他にも亜鉛・DHA・EPAなどの有用な栄養分も豊富である。
イカは消化しにくく、胃もたれの原因と思われがちだが、消化率は魚類と大差ない。

#### アニサキス
イカはアニサキス寄生虫の宿主である。食材として用いる際は、加熱または-20度以下の環境で24時間以上冷凍するのが望ましい。生食する場合は、目視で確認し、かつ刃物で切れ目を入れて提供する。醤油、酢、わさびでは死滅しない。内臓は生食してはならない。

#### 日本における主な料理法
- スルメ（縁起から「当たり目」とも）
- 丸干し、燻製
- イカ焼き（焼きイカ・イカの姿焼き・ポンポン焼き）
- 刺身（イカの活造り・イカ刺し・イカそうめん）
- 寿司
- イカ徳利
- 煮物
- 天ぷら
- から揚げ
- イカフライ（イカリング）
- イカ飯
- 塩いか
- 塩辛
- 沖漬け
- イカトンビ（カラス・トンビ）
- イカ墨汁（シロカ汁）
- イカゴロ（内臓）のルイベ
- のしいか
- さきいか

他、揚げかまぼこの類など様々な揚げ物の具として使用される。

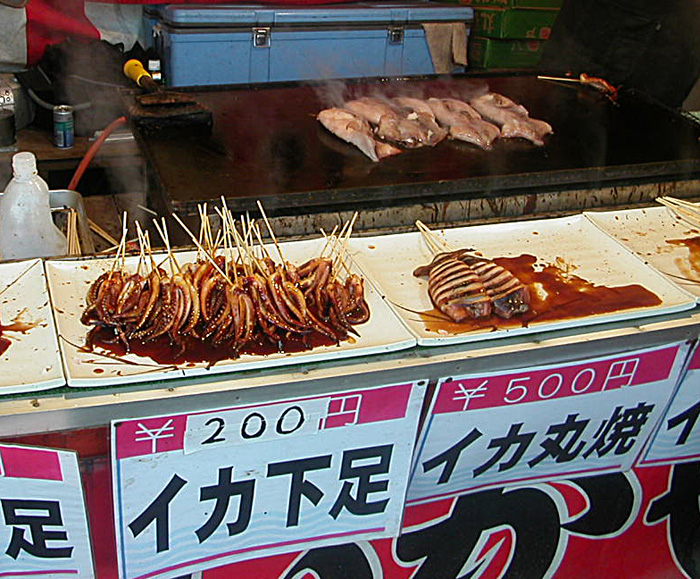
屋台のイカ焼き
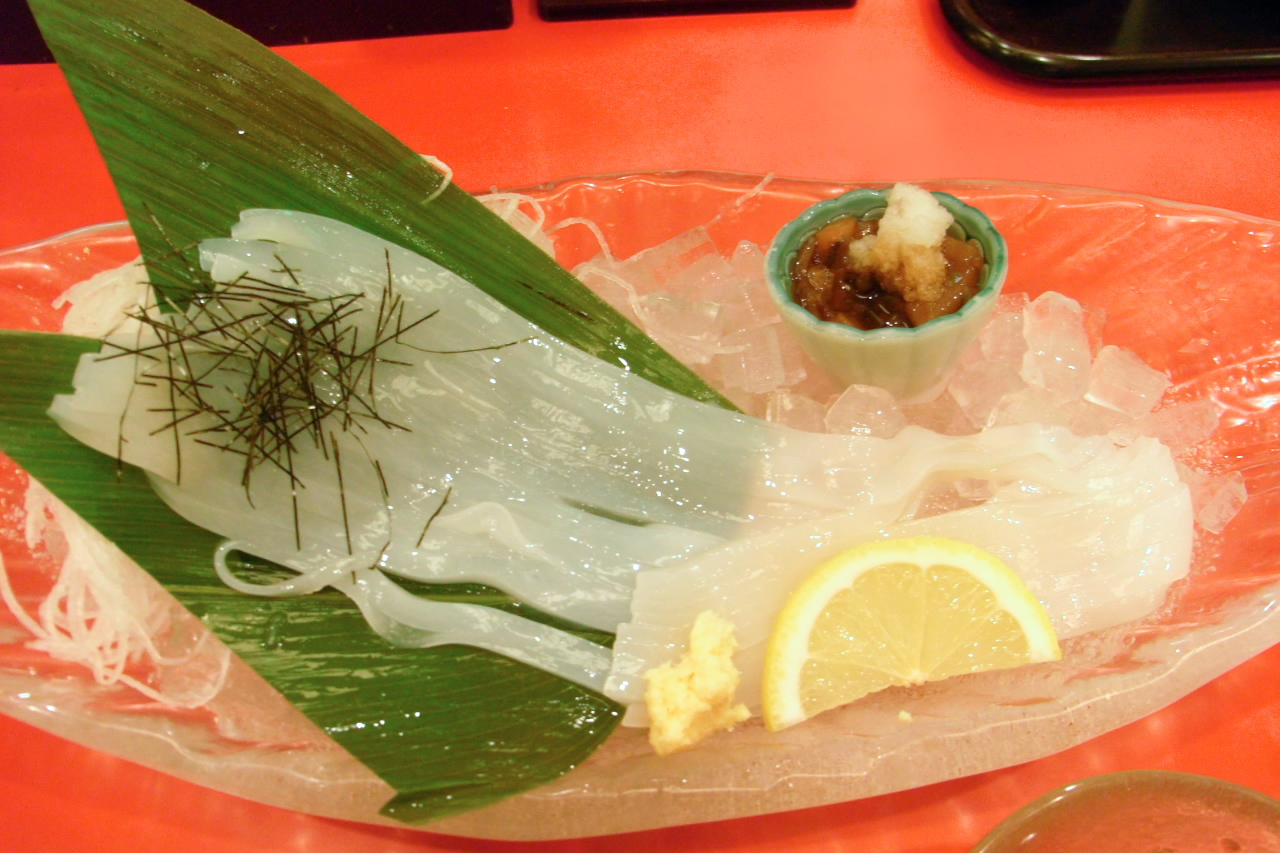
イカそうめん
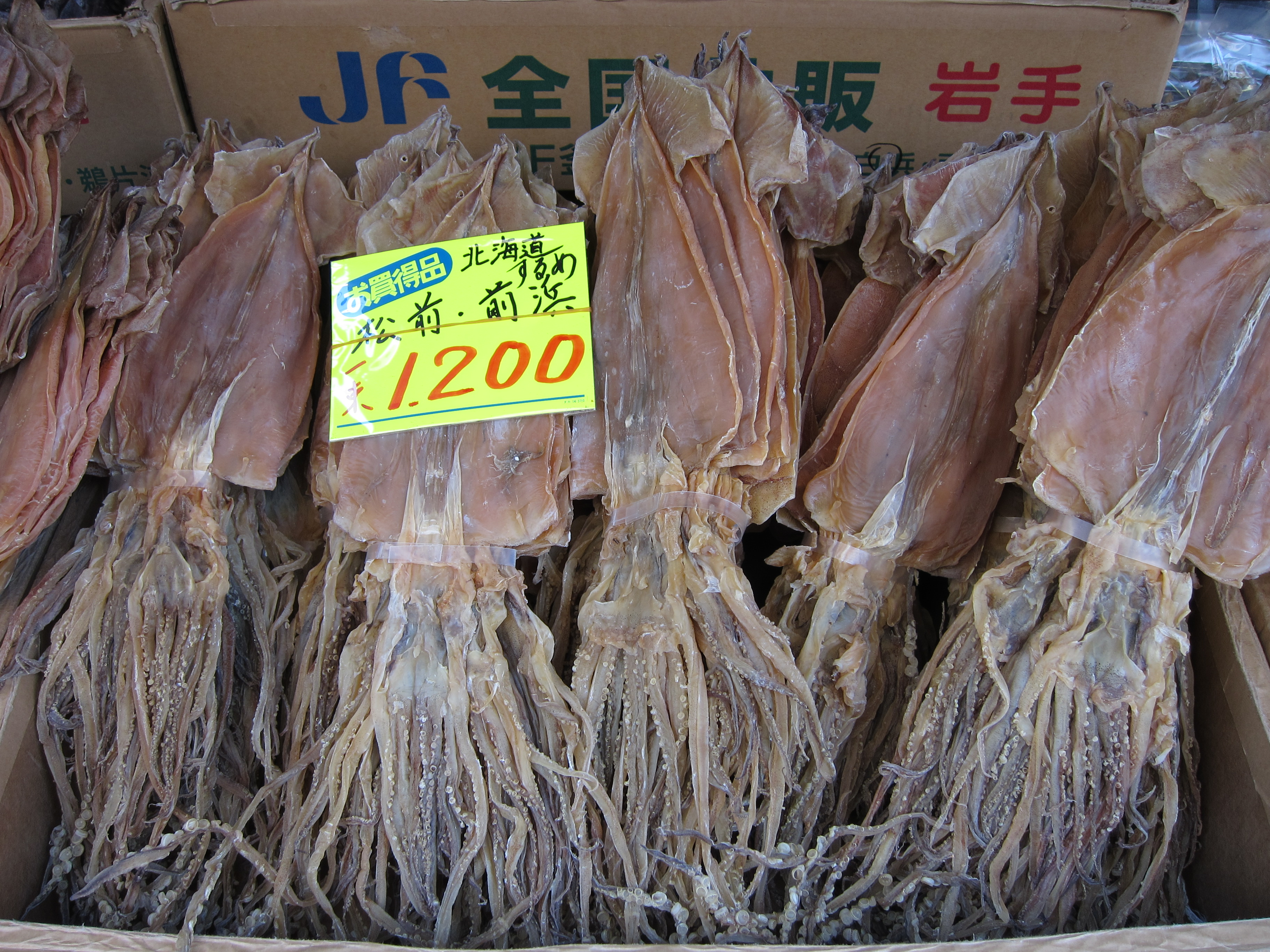
イカの干物

#### イカゲソ

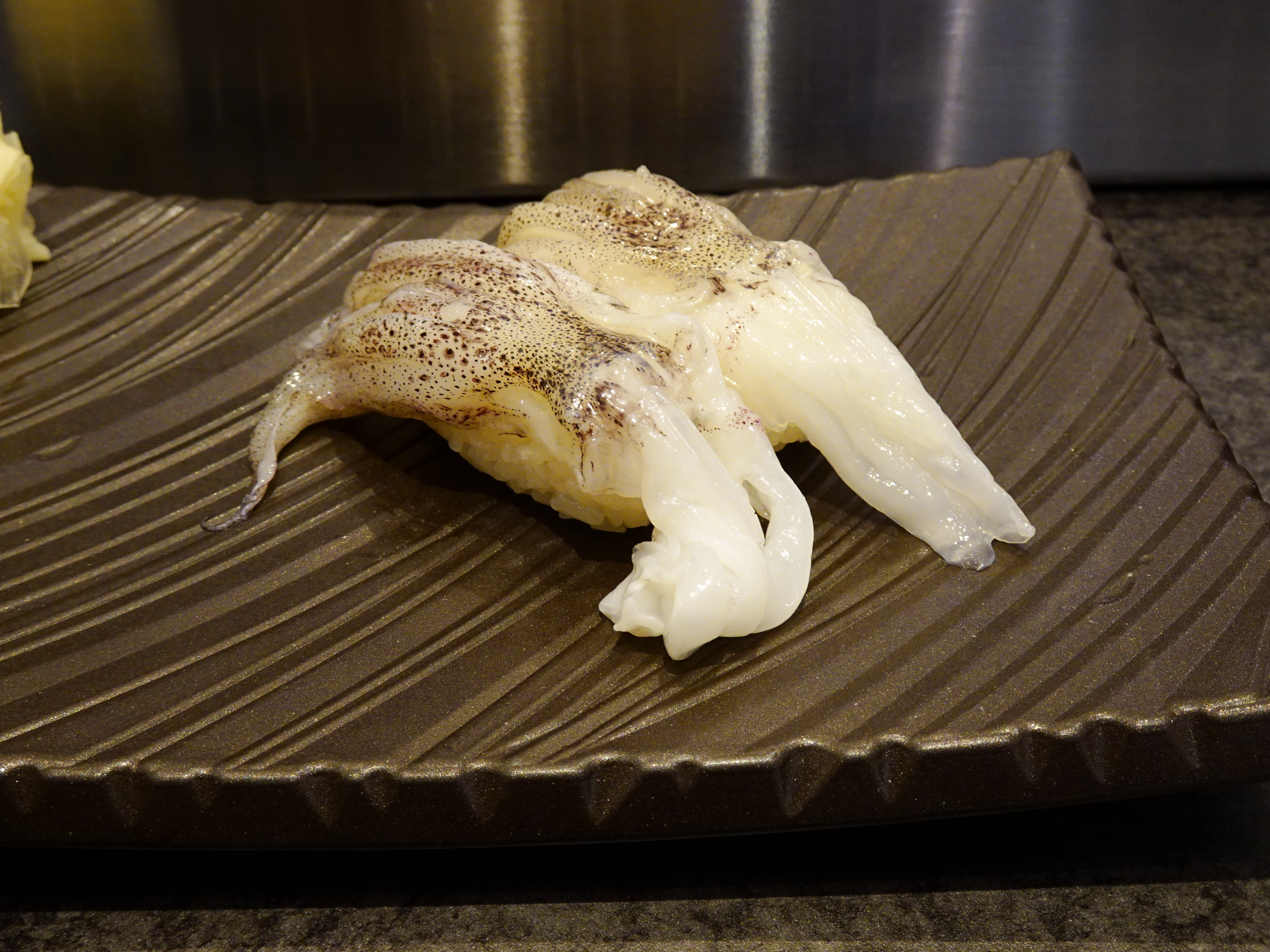
生ゲソの握り寿司

食用にする際には10本の腕全てを日本では下足（げそ）と呼ぶ。主なイカゲソ料理としては、天ぷら（げそ天）・から揚げ・イカ天（すり身のてんぷら）・塩辛がある。主に山形県で盛んに食べられる。
高度経済成長の頃はイカの胴体部分に比べ足の部分は全く売れなかった為、築地市場では一斗缶に大量のげそが無造作に置かれ、タダ同然で売られていたという。

#### イカスミ

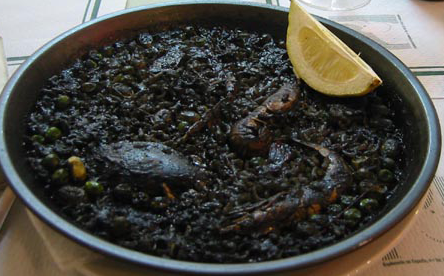
イカスミのパエリア（アロス・ネグロ）

パスタのソースに使ったイカスミスパゲッティや、パエリア（アロス・ネグロ「Arròs negre」）に混ぜるなどして使われる。

#### イカゴロ
中腸腺はイカゴロと呼ばれ、イカ塩辛の特徴的な味を構成する。ルイベとして食べられることもある。加熱するとカニの中腸腺であるカニミソのような味となる。しかしイカ加工時の発生量に対して需要は少なく、廃棄物として処理されるものが多い。他の生物の中腸腺と同様にカドミウムの含有濃度が比較的高く、通常食する量では健康に影響はないが、廃棄物として大量に処理したり、飼料として家畜類の主食に用いる場合は問題となる。

### 観賞用
イカは魚類などより飼育が難しいため、一般的な趣味とはなりえていないが、一部の水族館では展示が行われている。
ホタルイカの群遊海面がある富山県では、ホタルイカ漁が観光資源として生かされている。漁期には、青白く光るホタルイカが漁獲される様子を間近に見られる他、滑川市の博物館「ほたるいかミュージアム」や魚津水族館で捕獲個体が展示される。また安価なことから水族館で他の魚や海獣の餌として広く用いられる。

## 漁業・水産

イカ漁船

漁法としては、イカ釣り漁船によるものがあり、集魚灯によって集まった（一般的にはイカは光を求めて集まる習性があるとされるが、本来夜行性であるため、むしろ集魚灯の強い光を避けて船の陰に集まっているだけという説もある）イカを自動イカ釣り機で釣り上げる。日本におけるシーズンはイカの種類により異なる。

### 日本の陸揚げ漁港
| 第1位 | 八戸漁港 | 青森県 |
| 第2位 | 石巻漁港 | 宮城県 |
| 第3位 | 羅臼漁港 | 北海道 |
| 第4位 | 境漁港   | 鳥取県 |
| 第5位 | 函館漁港 | 北海道 |

## 文化

### 語源など
「いか」の語源については、いかめしい形に由来するとの説などがあるが、はっきりとしていない。漢字「烏賊」の由来は、海に飛び込んでイカを食べようとしたカラスをイカの方が巻きついて食べてしまったとの故事に由来するとの説や黒い墨を吐き出すことから黒を意味する「烏」の賊という字があてられたとの説など諸説がある。
イカの数え方は状態によって異なる。生きている時は匹だが、水揚げされると杯、干すと枚である。

### 水揚げ漁港におけるイカ食振興
- 北海道函館市ではスルメイカを市の魚に指定[18]している。

- 青森県八戸市は遠洋漁業を含めたイカの水揚げ量が日本一で、「イカの街はちのへ」を宣言している。イカの足の数から毎月10日を「イカの日」、市名をかけて8月10日を「八戸イカの日」としている[19]。
- 石川県能登町では九十九湾にある能登小木港がイカの水揚げ漁港であることから、観光物産施設「のと九十九湾観光交流センター（愛称・イカの駅つくモール）」を開設し、巨大なイカモニュメント「イカキング」を設置した[20][21][22]。
- 唐津市呼子町の観光協会では2007年から2014年まで、イカの生態・産業をはじめとした食に関する問題や自然・歴史・文化等について「唐津・呼子イカ検定」を実施していた[23]。合格者は呼子朝市通りにあるモニュメントに名前が掲示されて栄誉が称えられた。

### 慣用句・比喩
- イカを決める - 大相撲の隠語で、勝負事や賭け事に勝ったまま勝ち逃げすることを意味する。イカがスミを吐いて姿をくらますことに由来するシャレ言葉である。大相撲の世界には、このようなシャレ言葉が多く、「しかをきめる」などの隠語もある。
- 地口に「そうはいかの金玉」というフレーズがある（林家木久扇は「そうはいかないいかのきんた…」と言う）。
- 関西や新潟県の一部などでは凧を「イカ」と呼ぶ方言がある。